# 4845 Tsubetsu
4845 Tsubetsu è un asteroide della fascia principale. Scoperto nel 1991, presenta un'orbita caratterizzata da un semiasse maggiore pari a 2,4007603 UA e da un'eccentricità di 0,0668654, inclinata di 7,58886° rispetto all'eclittica.